# Marasmiellus omphaloides
Marasmiellus omphaloides är en svampart som beskrevs av G. Stev. 1964. Marasmiellus omphaloides ingår i släktet Marasmiellus och familjen Marasmiaceae.   Inga underarter finns listade i Catalogue of Life.